# 徐述夔
徐述夔（1703年—1763年），字赓雅。江苏省东台县栟茶鎮人。清朝文人。
乾隆三年（1738年）戊午科举人。科制艺题《行之以忠》文中有：“礼者，君所自尽者也。”被認為是不敬罪，处以罚停会试。晚年得拣选知县。作《一柱楼诗集》，有“明朝期振翮，一举去清都”、“大明天子重相见，且把壶儿搁半边”《咏正德杯》等诗句。乾隆二十八年（1763年）病故。其子徐怀祖刊刻其著作。
乾隆四十年（1775年）四月，江苏省东台县监生蔡嘉树与徐述夔之孙徐食田因土地争讼，原來徐怀祖生前向蔡嘉树堂弟蔡耘買田地数顷，價值二千四百两白銀，徐怀祖去世后的第二年，蔡嘉树因地内葬有伊祖坟墓，四十二年冬天，欲用九百六十两赎回。徐怀祖之子徐食田自然不允，雙方進行訴訟。乾隆四十三年，蔡嘉树唆使如臯縣民童志璘向江蘇學政劉墉告发集中多有怀念明朝、藐视清朝的诗句。案发，徐述夔父子都被开棺戮尸，孙子被处斩。徐述夔的学生徐首发、沈成濯因“列名校对”和“听其命取逆名”被斩首。江宁藩司陶易以“有心袒护，故纵大逆”入狱，患腹泻之症，死于狱中。并牵连蔡显、沈德潜等。